# Kayalarmemduhi ye, Erenler
Kayalarmemduhi ye là một xã thuộc quận Erenler, tỉnh Sakarya, Thổ Nhĩ Kỳ. Dân số thời điểm năm 2008 là 1.005 người.